# Cypress Hill
Cypress Hill er en latinoamerikansk hiphopgruppe fra South Gate, Los Angeles, Californien. Gruppen blev dannet i 1985 af Louis Freese B-Real Senen Reyes Sen Dog og Lawrence DJ Muggs. Cypress hill var den første latino gruppe med  platin og multi-platin albums. Bandet hed originalt DVX, men deres navn blev ændret efter Mellow Man Ace gik fra bandet i 1988. 
Da Mellow Man Ace forlod gruppen ændrede DVX navn til Cypress Hill og skrev i 1991 kontrakt med Ruffhouse/Columbia. Resultatet blev albummet 'Cypress Hill', der med dets stenede beats, syrede pot-rus og B-Reals nasale og ultravoldelige tegneserie-fortællinger fra Los Angeles hurtigt blev en hiphop-klassiker.
Med numre som 'How I Could Just Kill a Man', 'The Phuncky Feel One' og 'Hand on the Pump' blev Cypress Hill også populære udenfor hiphop-kulturen, hvor det især var den hvide, alternative rockscene, der tog gruppens hashglorificerende tekster til sig.
Med efterfølgeren 'Black Sunday' blev Cypress Hills popularitet i de hvide rockkredse endnu mere markant. Men på trods af, at albummets indeholdt pogo-klassikeren 'Insane in the Membrane', var det dog svært at komme udenom, at to'eren lød faretruende meget som debuten.
Efter to halvsløve udgivelser med 'Temple of Boom' og 'IV' forsøgte Cypress Hill med 'Skull & Bones' at gøre både hiphop- og rockpublikummet tilfredse. Albummet indeholdt både en rock- og en hiphop-cd, hvis numre dog ramte forbi begge lejre.
Senest har Cypress Hill udgivet 'Till Death Do Us Part' i 2004, 'Rise Up' i 2010 og 'Elephants On Acid' i 2018.

## Diskografi

### Albums
- 1991: Cypress Hill (album)
- 1993: Black Sunday
- 1995: Cypress Hill III: Temples of Boom
- 1998: IV (album)
- 2000: Skull & Bones
- 2001: Stoned Raiders
- 2004: Till Death Do Us Part
- 2010: Rise Up
- 2018: Elephants on Acid
- 2022: Back in Black